# Muhlenbergia majalcensis
Muhlenbergia majalcensis är en gräsart som beskrevs av Paul M. Peterson. Muhlenbergia majalcensis ingår i släktet muhlygräs, och familjen gräs. Inga underarter finns listade i Catalogue of Life.